# 奥斯卡·德·尼格里

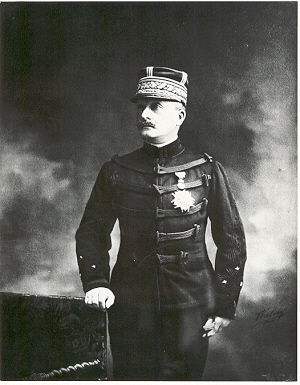
尼格里

弗朗索瓦·奥斯卡·德·尼格里（法語：François Oscar de Négrier；1839年10月2日—1913年8月22日）法兰西第三共和国将领。

## 生平
出生于法国贝尔福，在普法战争期间在巴赞元帅率领的莱茵军里效力。巴赞在梅斯投降后，许多下属军官都放下了武器，尼格里却逃回法国，与法军一起守卫剩下的国土。
1884年，尼格里被派往北圻（今越南北部），成为北圻远征队第二旅旅长。北圻远征期间，参与攻占北宁（3月）和夺取兴化（4月）的战斗。7月，因清军与法军在北黎的观音桥附近发生冲突（观音桥事变），米乐中将派遣杜然中校前去攻打清军，尼格里也随军前往。这次冲突是中法战争的导火索。
10月，率三个纵队参加該普戰役(郎甲戰役)，击败清军广西兵右翼。尼格里左脚受伤并落马；他的部队误以为他已被杀，但仍作战英勇并将清军击退。翌年1月，他奉波里也中将之命，率部袭破谅山，切断北黎地区清军的退路；随后乘胜追击，攻破同登，并捣毁镇南关。
然而不久后，波里也在宣光被清军和黑旗军包围。尼格里所守的谅山成为孤城。尼格里试图扭转战局，率部1500人攻打镇南关，遭清军冯子才部击败，是为镇南关之役。
1885年3月28日的奇驴之战中，尼格里所率法军本可以大胜，但尼格里胸部中弹而重伤，其副将赫本哲惊慌失措而撤退，导致法军的战败，被迫抛弃谅山等地。赫本哲也被清军杀死。
尼格里迅速从受伤中恢复，并在中法战争结束后的5月，被任命为北圻远征队第二师师长，第一师师长则是他原先的上司波里也。可尔西中将接任远征军总司令之职，但尼格里与他关系并不融洽。在清剿北圻的残余势力时，尼格里的不少部下得了霍乱。
在1905年日俄战争期间，尼格里担任日军的军事顾问。著有《日俄战争的教训》（Lessons from the Russo-Japanese War）一书。